# 리나 오를로바
리나 오를로바(에스토니아어: Liina Orlova, 1941년 12월 13일 ~ )는 에스토니아의 배우이다.